# Lee Dong-hae
Lee Dong-hae (이동해?, 李東海?; Mokpo, 15 ottobre 1986) è un cantautore, ballerino, attore e modello sudcoreano, membro della boy band Super Junior e delle sue sotto-unità Super Junior-M e Super Junior-D&E. Lead Dancer, Lead Vocalist, Rapper, secondo Visual del gruppo.
Fa anche parte della Unit "SM The Performance", composta dai migliori ballerini dell'agenzia.

## Biografia
Lee Dong-hae è nato il 15 ottobre 1986 a Mokpo, Corea del Sud. Nel 2001, firmò un contratto con la SM Entertainment e subito dopo vinse il premio per il miglior look assieme al suo futuro compagno di band Sungmin dei Super Junior. Inizialmente il suo sogno era quello di diventare un atleta, ma l'influenza di suo padre lo portò a diventare un cantante.

## Filmografia

### Drama televisivi
- Stage of Youth (青春舞台) – serie TV, episodio 12 (2009)
- It's Okay, Daddy's Girl (괜찮아, 아빠딸) - serie TV (2010-2011)
- Skip Beat! (華麗的挑戰) – serie TV, episodi 1-7, 9-13, 15 (2011-2012)
- Panda-yang-gwa goseumdochi (판다양과 고슴도치) - serial TV (2012)
- God's Quiz 4 (신의 퀴즈 4) - serie TV, episodi 3-12 (2014)

### Film
- Kkonminam yeonswae tereosageon (꽃미남 연쇄 테러사건), regia di Lee Kwon (2007)
- I AM. (아이엠), regia di Choi Jin Sung (2012)
- The Youth (레디액션 청춘). regia Jung Won-sik, Park Ga-hee, Jin-Moo Kim, Ju Seong-su, Ju Seongsu, Kim Jimuk (2014)
- SMTown: The Stage - (2015)
- The Monkey King: The Five Fingers Group (齐天大圣之五指山), (2019)
- You Belong Here - (?)

### Programmi televisivi
- Music Station (ミュージックステーション) - programma televisivo (2005)
- X-Man (X맨) - programma televisivo, episodio 111 (2005)
- Mystery 6 (미스터리 추적6) - programma televisivo (2006)
- Love Letter (리얼로망스 연애편지) - programma televisivo, episodi 82-83, 97, 106-107, 132-133 (2006)
- Super Junior Full House (슈퍼주니어의 풀하우스) - programma televisivo (2006)
- Super Adonis Camp (미소년 합숙 대소동) - programma televisivo (2006)
- Super Junior Mini-Drama (대결! 슈퍼주니어의 자작극) - programma televisivo (2006)
- Explorers of the Human Body (인체탐험대) - programma televisivo (2007-2008)
- We Got Married 1 (우리 결혼했어요) - reality show, episodio 50 (2009)
- Girls' Generation Goes to School (소녀 학교에 가다) - programma televisivo, episodi 2, 4, 6, 8 (2009)
- Now Is The Era of Flower Boys (지금은 꽃미남 시대) - programma televisivo, episodio 14 (2009)
- Let's Go! Dream Team Season 2 (출발 드림팀 - 시즌 2) - programma televisivo, episodi 33, 41, 98 (2010, 2011)
- Strong Heart - programma televisivo, episodi 33-34, 53-54, 92 (2010, 2011)
- You Hee-Yeol's Sketchbook (유희열의 스케치북) - programma televisivo, episodi 58, 67, 115 (2010)
- Infinite Challenge (무한도전) - programma televisivo, episodi 209-210 (2010)
- Radio Star (황금어장 라디오스타) - programma televisivo, episodi 155, 436 (2010, 2015)
- Idol Star Athletics Championships (아이돌 스타 육상 선수권대회) - programma televisivo (2010)
- We Got Married (우리 결혼했어요) - reality show, episodi 104, 105 (2011)
- King of Idol (아이돌의제왕) - programma televisivo (2011)
- Hello Counselor 1 (안녕하세요 시즌1) - programma televisivo, episodi 41, 349 (2011, 2018)
- K-pop Star - Season 1 (K팝스타 - 시즌 1) - programma televisivo, episodio 4 (2011)
- Sistar & LeeTeuk's Hello Baby - programma televisivo, episodio 1 (2011)
- Exo's Showtime (EXO's 쇼타임) - programma televisivo, episodio 1 (2013)
- The Ultimate Group (最强天团) - programma televisivo, episodio 1 (2014)
- Music Bank (뮤직뱅크) - programma televisivo, episodi 754, 778 (2014, 2015)
- A Song For You 3 - programma televisivo, episodio 14-15, 24 (2014)
- Super Junior-M's Guest House (슈퍼주니어M의 게스트하우스) - programma televisivo, episodi 1, 4-12 (2014-2015)
- Super Junior's One Fine Day (슈퍼주니어의 어느 멋진 날) - programma televisivo (2014)
- Ch. Girl's Generation (채널 소녀시대) - programma televisivo, episodi 1-2, 4 (2015)
- M Countdown (엠카운트다운) - programma televisivo, episodi 435, 439, 453 (2015)
- SJ Returns (슈주 리턴즈) - programma televisivo, episodi 1-60 (2017)
- Knowing Bros (아는 형님) - programma televisivo, episodio 100, 200, 259 (2017, 2019, 2020)
- Life Bar (인생술집) - programma televisivo, episodio 44 (2017)
- Running Man (런닝맨) - programma televisivo, episodio 376 (2017)
- SJ Returns: PLAY The Unreleased Video Clips! (슈주 리턴즈 미공개 영상 PLAY) - programma televisivo (2018)
- Super Junior's Super TV 1 (슈퍼TV) - programma televisivo (2018)
- After Mom Goes to Sleep (엄마가 잠든 후에) - programma televisivo, episodio 54 (2018)
- Let's Eat Dinner Together (한끼줍쇼) - programma televisivo, episodio 79 (2018)
- WHYNOT – The Dancer (WHYNOT-더 댄서) - programma televisivo, episodio 1 (2018)
- Super Junior's Super TV 2 (슈퍼TV) - programma televisivo (2018)
- Cheongdam Keytchen (청담Key친) - programma televisivo (2018)
- K-RUSH 3 (KBS World Idol Show K-RUSH Season 3) - programma televisivo, episodio 26 (2018)
- Amazing Saturday (놀라운 토요일) - programma televisivo, episodio 23 (2018)
- SJ Returns 2 (슈주 리턴즈2) - programma televisivo, episodi 19-24, 42-46 (2018)
- The Original D&E Documentary (원본 D&E 문서) - programma televisivo (2019)
- Ask Us Anything Fortune Teller (무엇이든 물어보살) - programma televisivo, episodio 4 (2019)
- Stage K (스테이지K) - programma televisivo, episodio 3 (2019)
- SJ Returns 3 (슈주 리턴즈3) - programma televisivo (2019)
- RUN.wav (런웨이브) - programma televisivo, episodio 19 (2019)
- Analog Trip (아날로그 트립) - programma online (2019)
- My Little Old Boy (미운 우리 새끼) - programma televisivo, episodio 160 (2019)
- Idol Room (아이돌룸) - programma televisivo, episodio 72 (2019)
- Hidden Track (히든트랙) - programma televisivo, episodio 3 (2019)
- 2020 DONGHAE ONLINE BIRTHDAY PARTY!! - broadcast online (2020)
- Weekly Idol (주간 아이돌) - programma televisivo, episodi 444-445, 489-490, 500 (2020, 2021)
- I Can See Your Voice 7 (너의 목소리가 보여7) - programma televisivo, episodio 3 (2020)
- SJ Returns 4 (슈주 리턴즈 4) - programma televisivo (2020-2021)
- Dong Dong Shin Ki (동동신기) - programma televisivo, episodi 6, 12-13 (2020)
- Idol Challange Another Class (아이돌 챌린지 어나더 클래스) - trasmissione online (2020)
- Point of Omniscient Interfere (전지적 참견 시점) - programma televisivo, episodi 120-121, 144-145 (2020, 2021)
- PARTY B - programma televisivo (2020)
- SJ News - programma web (2020)
- Choi Shi Won's Fortune Cookie (최시원의 포춘쿠키) - programma televisivo, episodi 28, 33-34 (2020)
- IDOL VS. IDOL (SUPERJUNIORのアイドルVSアイドル) programma televisivo, episodi 17-20 (2020)
- War of Famous Paintings (명화들의 전쟁) - programma web (2020)
- Idol Challange Another Class 2 (아이돌 챌린지 어나더 클래스2) - trasmissione online (2020-)
- Season B Season (시즌비시즌) - programma televisivo, episodi 28-29 (2021)
- The Stage of Legends - Archive K (전설의 무대 아카이브K) - programma televisivo, episodio 10 (2021)
- Super Junior House Party Comeback Show (슈퍼주니어 컴백쇼) - programma televisivo (2021)
- I Can See Your Voice 8 (너의 목소리가 보여8) - programma televisivo, episodio 8 (2021)
- SJ Global (SJ 글로벌) - programma televisivo (2021)
- Where is My Home (구해줘! 홈즈) - programma televisivo, episodio 102 (2021)
- Kingdom: Legendary War (킹덤: 레전더리 워) - programma televisivo, episodi 7-8 (2021)

## Videografia
- Key Of Heart di BoA (2006)
- Kissing You delle Girls' Generation (2008)
- Fireflies di Ariel Lin (2009)
- Moving On di Zhang Liyin (2009)